# Vehículo utilitario deportivo compacto

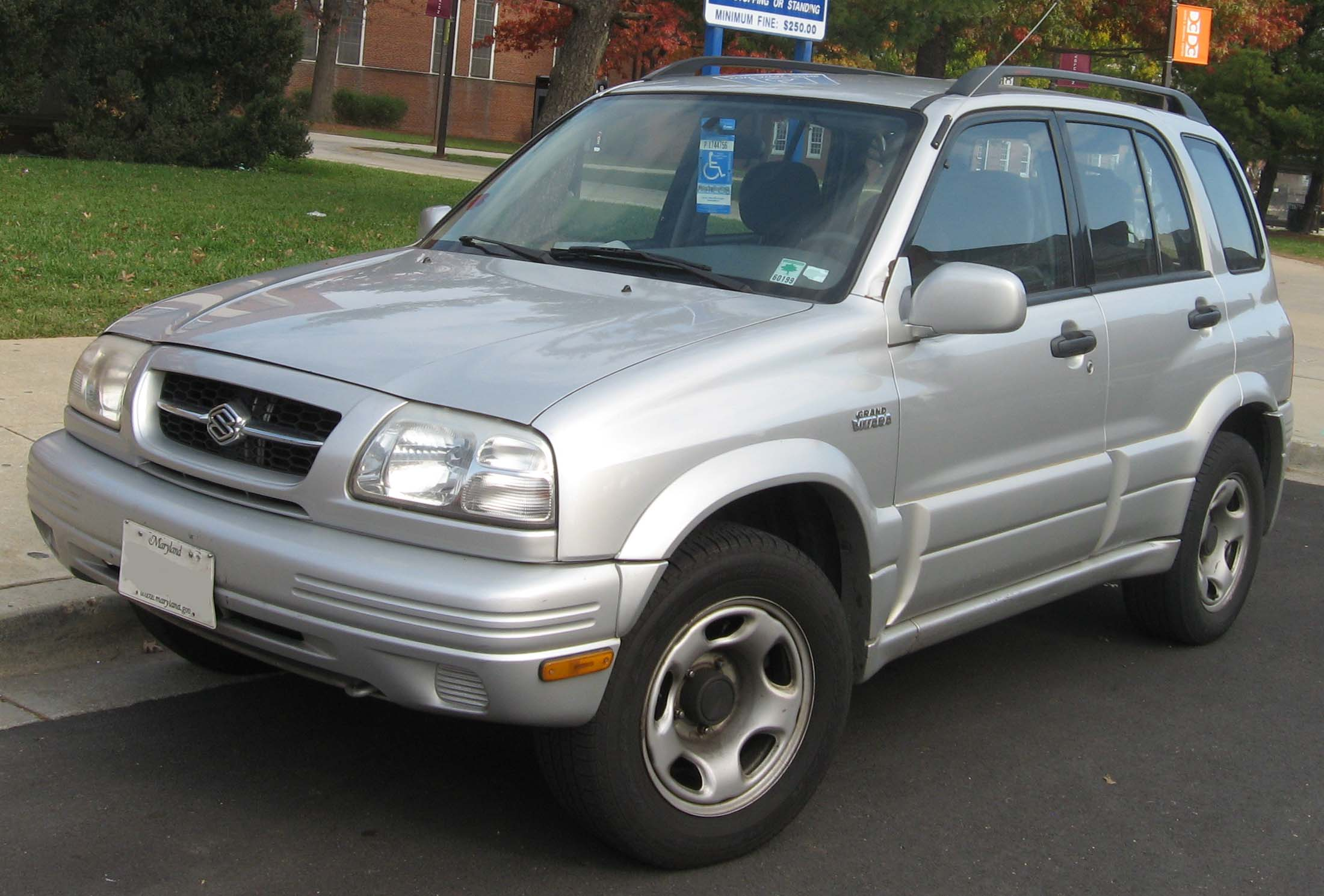
Suzuki Escudo/Vitara 4-puertas (1998-2005)

Un vehículo utilitario deportivo compacto o SUV compacto es una clase de vehículo utilitario deportivo pequeño, que es más grande que un vehículo utilitario deportivo, pero más pequeño que un vehículo utilitario deportivo. Sin embargo, no existe una definición oficial del tamaño o las dimensiones para este segmento de mercado. Además, algunos fabricantes han comercializado el mismo nombre de modelo en vehículos de diferentes tamaños en distintos momentos. La distinción más común entre las versiones de los SUV de tamaño "crossover" y "compacto" es que las primeras se basan en una plataforma monocasco procedente de un automóvil convencional, mientras que un SUV usa el monocasco con estructura de escalera de mano soldada o el chasis de los todoterrenos clásicos. Sin embargo, los fabricantes y el uso común han difuminado los dos términos. Muchos vehículos recientes etiquetados como SUV compactos son técnicamente crossovers compactos y están construidos sobre la plataforma de un automóvil de pasajeros compacto/Segmento C, mientras que algunos modelos pueden estar basados en la plataforma de un coche de tamaño mediano (Segmento D) o del Segmento B.
El segmento de mercado de los SUV compactos modernos comenzó en 1983. Según una revisión de Car and Driver publicada en 2019, el segmento de mercado de los crossovers y SUV compactos es popular porque los vehículos "tienen el tamaño correcto, el precio correcto y combinan el refinamiento de un automóvil convencional con un toque de utilidad de un todoterreno".

## Contexto

### Estados Unidos

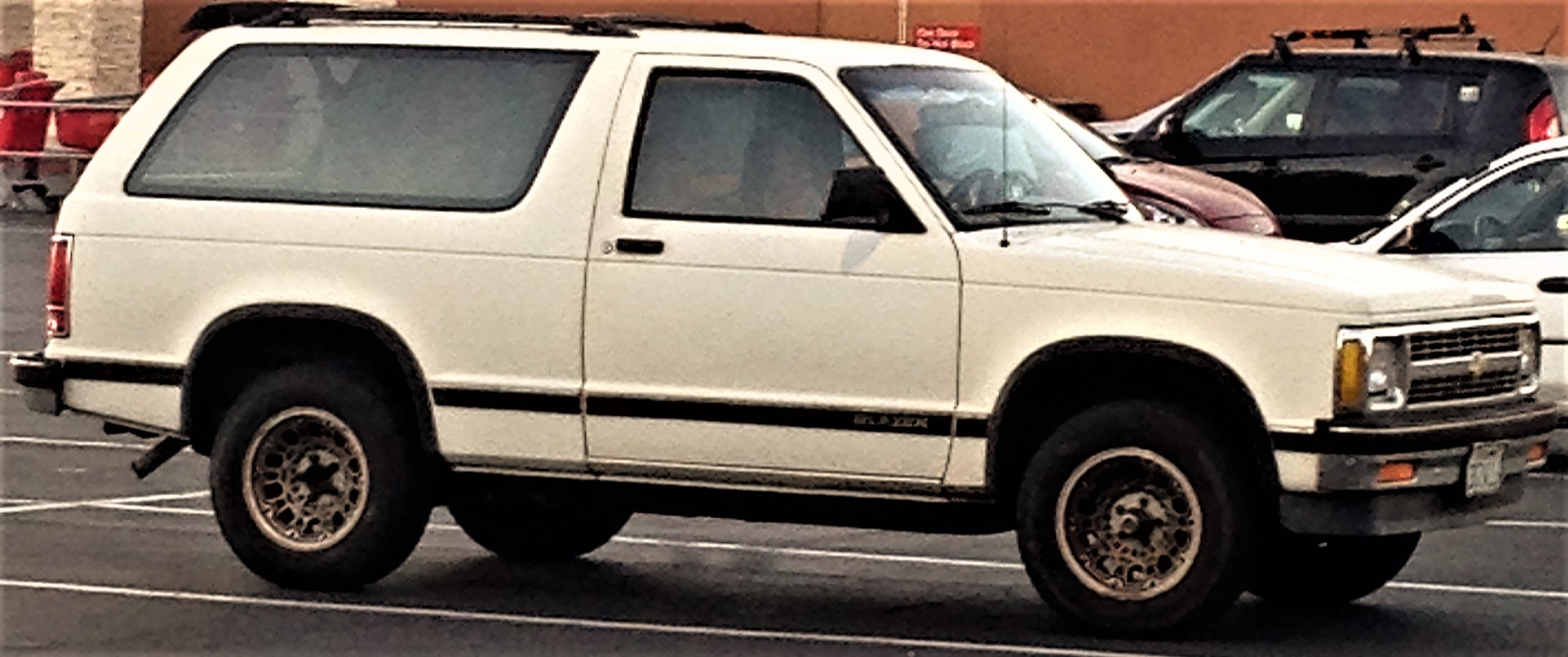
Chevrolet Blazer de dos puertas

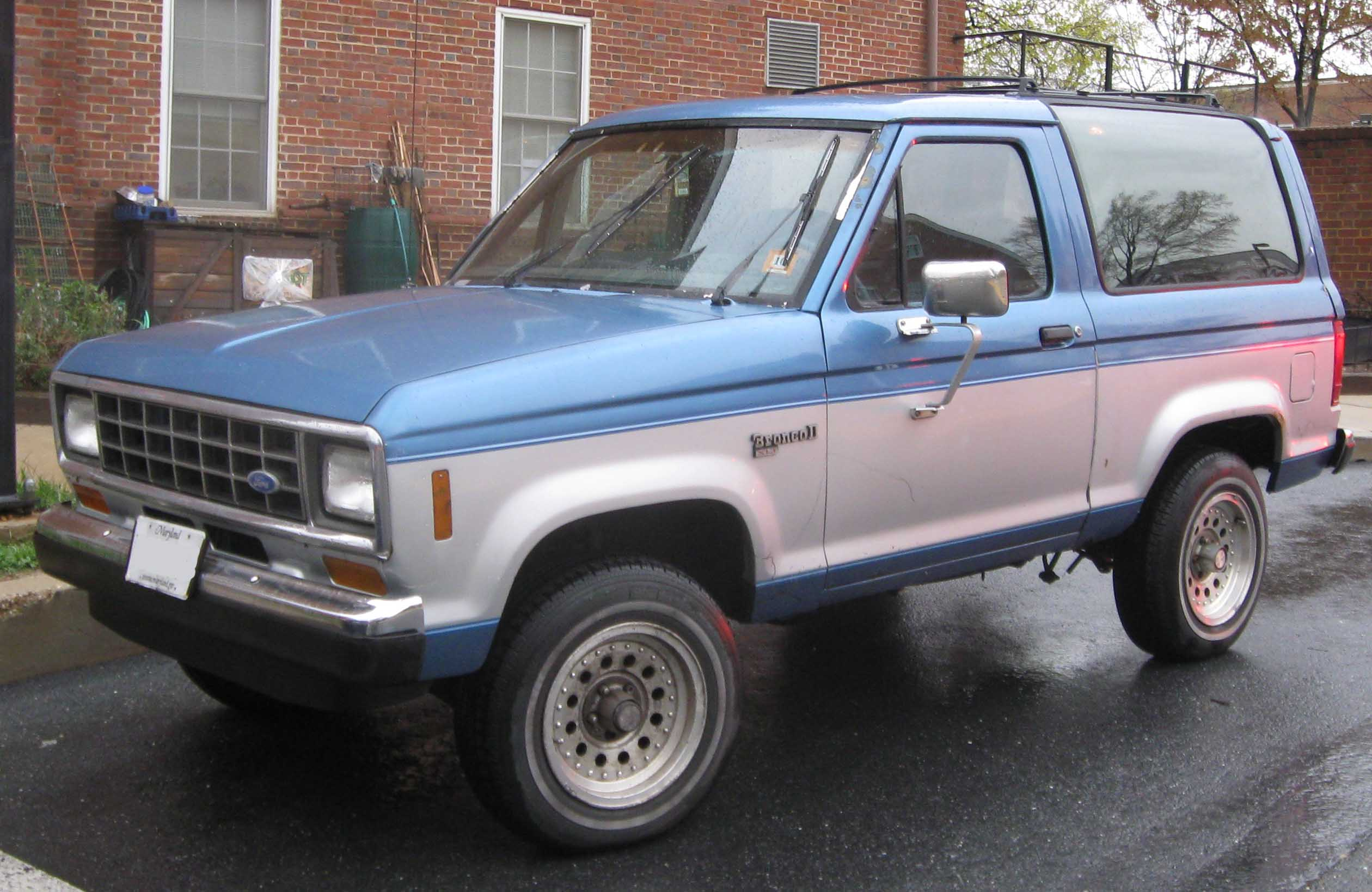
Ford Bronco II de dos puertas

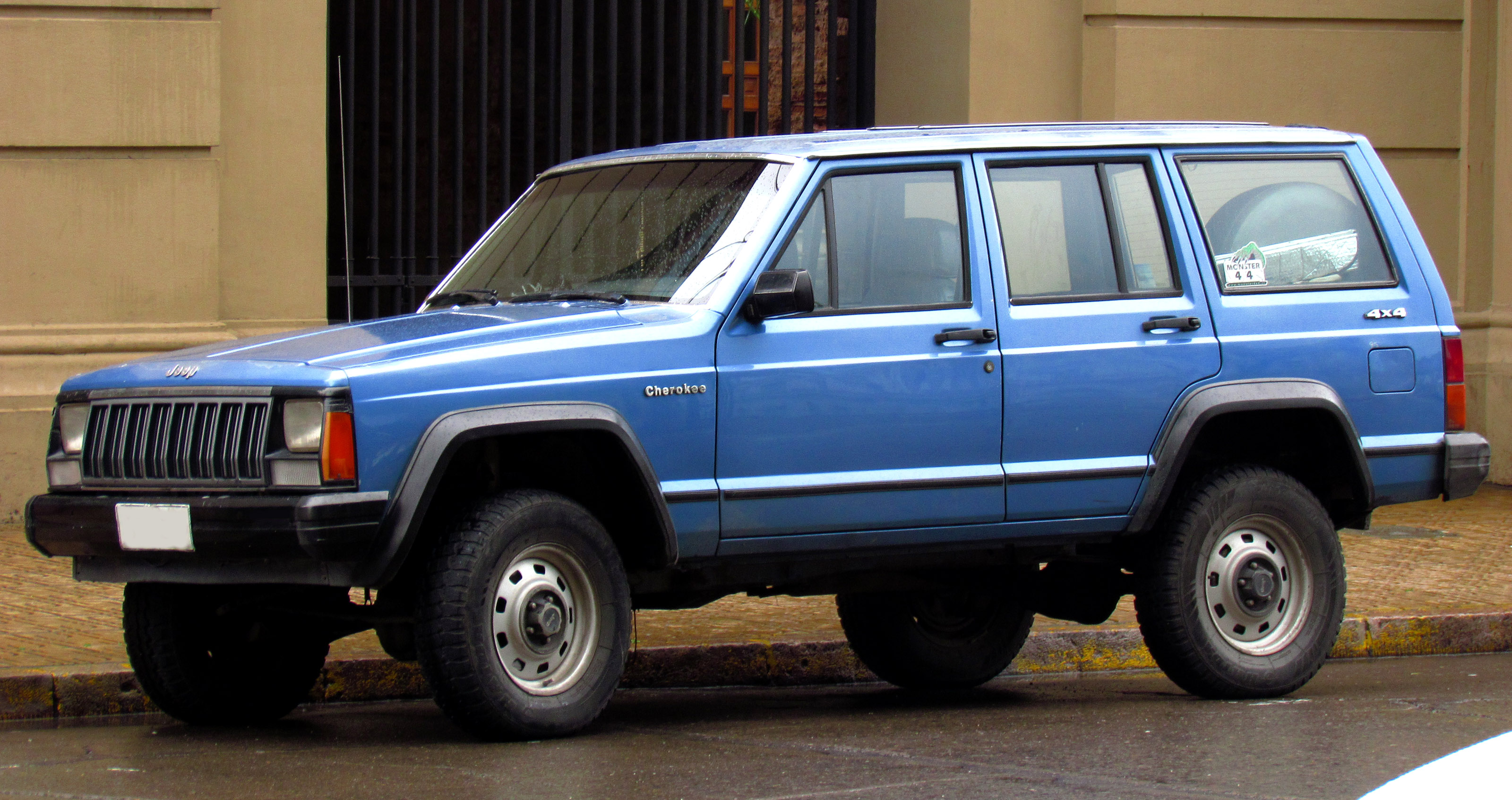
Jeep Cherokee (XJ), el primer SUV compacto monocasco especialmente diseñado con 4 puertas

Los vehículos utilitarios de pequeño tamaño han estado disponibles desde la llegada de los primeros automóviles. El uso moderno de la categoría de "utilitario deportivo compacto" se puede rastrear en el mercado de los Estados Unidos hasta el Chevrolet Blazer de 1982-1994 y el Ford Bronco II de 1984-1990 porque se consideran SUV de tamaño compacto que se construyeron sobre un chasis de un familiar compacto. Se comercializaron junto con los vehículos 4x4 de tamaño completo Chevrolet K5 Blazer y Ford Bronco. El Chevrolet Blazer compacto de dos puertas de 1983 presentaba tracción en las cuatro ruedas con un motor de cuatro cilindros como estándar y Ford presentó el modelo Bronco II similar. Ambos eran diseños con chasis basados en los pequeños pickup de cada fabricante de automóviles, el Chevrolet S-10 y el Ford Ranger respectivamente. Las dimensiones generales, el tren de transmisión y los detalles de la cabina eran idénticos a los del familiar compacto, con diferencias en el interior solo detrás de las puertas. Ambos eran vehículos tipo familiar con asientos para cuatro adultos y un área de carga cerrada con un portón trasero.
American Motors fabricó el SUV Jeep Wagoneer de tamaño completo con el chasis de un familiar, pero desarrolló una línea monocasco con el Jeep Cherokee (XJ) completamente nueva y estilizada de familiares deportivos compactos de dos y cuatro puertas, que se comercializaron a partir de finales de 1983. Estos también fueron los primeros vehículos utilitarios deportivos compactos estadounidenses de cuatro puertas. Si bien los SUV de la competencia eran adaptaciones de pickups compactos, Jeep no tenía uno de estos modelos, por lo que primero diseñaron un SUV, comenzando con una versión de cuatro puertas y presentando una construcción monocasco muy fuerte y liviana como la mayoría de los automóviles de pasajeros, pero también con un diseño de suspensión ligera de "eslabón/bobina" que fue elogiada por la prensa automotriz por su conducción, rendimiento y manejo superiores. El Jeep XJ original combinó la comodidad de un automóvil de pasajeros con un chasis resistente para facilitar la conducción en condiciones difíciles y estableció el segmento de mercado de los SUV modernos. La revista Automobile lo llamó una "obra maestra" del diseño automotriz con espacio para cinco pasajeros y su equipaje.
Según Bob Lutz, un ejecutivo de varias compañías automotrices, American Motors (AMC) "inventó un segmento automotriz completamente nuevo: el vehículo utilitario deportivo compacto" con los modelos compactos originales Jeep Cherokee de dos y cuatro puertas. El diseño, la apariencia y la popularidad de ventas del compacto Cherokee generaron imitadores cuando otros fabricantes de automóviles notaron que los modelos Jeep XJ comenzaron a reemplazar a los coches convencionales. Los SUV compactos se han convertido en una alternativa a los minifurgones para las familias que necesitan espacio de carga. Si bien casi no cambió desde su presentación, la producción del Cherokee XJ continuó hasta 2005 en China y fue uno de los SUV compactos más vendidos en el mundo. Se fabricaron más de 2,8 millones de Jeep XJ en los EE. UU. entre 1984 y 2001. Según una revisión de 1995 realizada por la Asociación Estadounidense del Automóvil, "el publicidad inteligente de AMC contribuyó a crear la demanda actual de vehículos utilitarios deportivos compactos".

### Japón
El Suzuki Vitara japonés de 1988 también se considera un SUV compacto.